# Tori Amos
Tori Amos, születési nevén Myra Ellen Amos ( Newton, Észak-Karolina, 1963. augusztus 22. –) amerikai zongorista, dalszerző-énekes.
Egyike azon kevés popsztároknak, akik Bösendorfer zongorát használnak. Szerzeményeinek fő témái a szexualitás, a vallás és a személyes tragédiák.

## Élete
Myra Ellen Amos néven született Mary Ellen és Edison McKinley Amos metodista lelkész családjába Észak-Karolinában és Maryland államban nőtt fel. Már négyéves korában érdeklődött a zongora iránt, és nem sokkal később komponálni kezdet. Ötéves korában felvételt nyert a Baltimore-i Peabody Konzervatóriumba, ahol 11 éves koráig tanult. Zenei ízlésére nagy hatást gyakorolt családja és az általuk hallgatott népszerű kortárs zenekarok. Tizenéves korában rendszeresen fellépett helyi bárokban.
21 éves korában Los Angelesbe költözött, és 1987-ben – immár a Tori nevet használva – jelent meg első rock albuma az Atlantic Recordsszal kötött szerződés nyomán. Az album nem volt sikeres, de Amos nem veszítette el lemezszerződését és lehetőséget kapott következő lemezének megalkotására. Az 1991-ben megjelent új album a  „Little Earthquakes” hangzásvilága merőben eltért az előzőétől és ebben jelent meg először az a zenei stílus, amellyel Amos később sikeres lett. Az album az Egyesült Államokban és az Egyesült Királyságban is aranylemez lett és a hozzá kötődő turné koncertjei is sikeresek voltak.
A „Little Earthquakes” albumon szerepelt egyebek mellett a „Me and a Gun” című szám, ami Amos saját korábbi tragikus Los Angeles-i tapasztalatát, néhány évvel korábbi megerőszakolását dolgozta fel. A dal hatására számos szexuális erőszakot elszenvedett rajongója kereste meg Amost, és osztotta meg vele személyes történetét. 1994 júniusában ezek a személyek hozták létre a Rape, Abuse and Incest National Network (RAINN) civil szervezetet, ami nemi erőszakot elszenvedett áldozatoknak nyújt segítséget, illetve segélykérő vonalat üzemeltet. A RAINN a maga területén a legnagyobb civil szervezetté vált az Egyesült Államokban.
2018-ig nyolc alkalommal jelölték Grammy-díjra.
2025-ben jelentette meg első gyermekkönyvét Tori and the Muses címmel, amelyhez kísérőzenét is kiadott.

### Családja
Férje Mark Hawley angol hangmérnök. Gyermekük, Natashya 2000-ben született. A család az Egyesült Államok, az Egyesült Királyság és Írország között ingázik.

## Albumok
| Év   | Album                                                              | US  | UK  | Australia | Kiadó                                 |
| ---- | ------------------------------------------------------------------ | --- | --- | --------- | ------------------------------------- |
| 1988 | Y Kant Tori Read                                                   | -   | -   | -         | Atlantic/East West Records            |
| 1992 | Little Earthquakes                                                 | 54  | 14  | 14        | Atlantic/East West Records            |
| 1994 | Under the Pink                                                     | 12  | 1   | 5         | Atlantic/East West Records            |
| 1996 | Boys for Pele                                                      | 2   | 2   | 6         | Atlantic/East West Records            |
| 1998 | From the Choirgirl Hotel                                           | 5   | 6   | 8         | Atlantic/East West Records            |
| 1999 | To Venus and Back                                                  | 12  | 22  | 6         | Atlantic/East West Records            |
| 2001 | Strange Little Girls                                               | 4   | 16  | 7         | Atlantic/East West Records            |
| 2002 | Scarlet's Walk                                                     | 7   | 26  | 20        | Epic Records/Sony                     |
| 2003 | Tales of a Librarian                                               | 40  | 74  | 93        | Atlantic/East West Records            |
| 2004 | Welcome to Sunny Florida/Scarlet's Hidden Treasures (DVD/CD Set) 1 | 2   | 1   | 20        | Epic Records/Sony                     |
| 2005 | The Beekeeper                                                      | 5   | 24  | 20        | Epic Records/Sony                     |
| 2005 | Tori Amos: iTunes Essentials                                       | N/A | N/A | N/A       | iTunes                                |
| 2005 | Auditorium Theatre Chicago, IL 4/15/05                             | N/A | N/A | N/A       | Epic Records                          |
| 2005 | Royce Hall Auditorium Los Angeles, CA 4/25/05                      | N/A | N/A | N/A       | Epic Records                          |
| 2005 | Manchester Apollo Manchester, UK 6/5/05                            | N/A | N/A | N/A       | Epic Records                          |
| 2005 | Paramount Theatre Denver, CO 4/19/05                               | N/A | N/A | N/A       | Epic Records                          |
| 2005 | Hammersmith Apollo London, UK 6/04/05 ²                            | 21  | N/A | N/A       | Epic Records                          |
| 2005 | Bank of America Pavilion Boston, MA 8/21/05                        | N/A | N/A | N/A       | Epic Records                          |
| 2006 | A Piano: The Collection                                            | TBD | TBD | TBD       | Rhino Records                         |
| 2007 | American Doll Posse                                                | N/A | N/A | N/A       | Epic Records                          |
| 2009 | Abnormally Attracted to Sin                                        | N/A | N/A | N/A       | Universal Republic                    |
| 2011 | Night of Hunters                                                   | N/A | N/A | N/A       | Deutsche Grammophon                   |
| 2012 | Gold Dust                                                          | N/A | N/A | N/A       | Deutsche Grammophon, Mercury Classics |
| 2014 | Unrepentant Geraldines                                             | N/A | N/A | N/A       | Mercury Classics                      |
| 2017 | Native Invaders                                                    | N/A | N/A | N/A       | Decca Records                         |
| 2021 | Ocean to Ocean                                                     | N/A | N/A | N/A       | Decca Records                         |
| 2025 | The Music of Tori and the Muses                                    |     |     |           | Universal                             |

- 1 Billboard Zenés Video/DVD lista
- ² Billboard Top Internet Album lista

A slágerlistákon első helyet elért kislemezei:
God (USA, Modern rock lista) 1994
Professional Widow (USA Dance-, és UK kislemez listákon) 1996
Blue Skies (USA, Dance lista) 1996
Jackie's Stength (USA, Dance lista) 1999

## Fordítás
- Ez a szócikk részben vagy egészben  a   Tori_Amos című angol Wikipédia-szócikk fordításán alapul.  Az eredeti cikk szerkesztőit annak laptörténete sorolja fel. Ez a jelzés csupán a megfogalmazás eredetét és a szerzői jogokat jelzi, nem szolgál a cikkben szereplő információk forrásmegjelöléseként.